# Жюстін Бушар
Жюстін Бушар (англ. Justine Bouchard; нар. 12 січня 1986, Ветаскивин, провінція Альберта) — канадська борчиня вільного стилю, дворазова призерка чемпіонатів світу чемпіонка і дворазова призерка Панамериканських чемпіонатів, володарка і призерка Кубків світу, чемпіонка Ігор Співдружності.

## Життєпис
Боротьбою почала займатися з 2000 року. У 2003 році стала Панамериканського чемпіонату серед кадетів. Наступного року здобула срібну медаль Панамериканського чемпіонату серед юніорів.
Виступала за борцівський клуб Калгарського університета. Тренер — Лей Вірлін (з 2004).

## Спортивні результати на міжнародних змаганнях

### Виступи на Чемпіонатах світу
| Змагання                        | Збірна | Вагова категорія          | Місце  |
| ------------------------------- | ------ | ------------------------- | ------ |
| Чемпіонат світу з боротьби 2008 | Канада | жіноча боротьба, до 63 кг | 7      |
| Чемпіонат світу з боротьби 2009 | Канада | жіноча боротьба, до 63 кг | Бронза |
| Чемпіонат світу з боротьби 2010 | Канада | жіноча боротьба, до 63 кг | 14     |
| Чемпіонат світу з боротьби 2011 | Канада | жіноча боротьба, до 63 кг | 28     |
| Чемпіонат світу з боротьби 2012 | Канада | жіноча боротьба, до 63 кг | Бронза |
| Чемпіонат світу з боротьби 2013 | Канада | жіноча боротьба, до 63 кг | 22     |
| Чемпіонат світу з боротьби 2014 | Канада | жіноча боротьба, до 58 кг | 18     |

### Виступи на Панамериканських чемпіонатах
| Змагання                                   | Збірна | Вагова категорія          | Місце  |
| ------------------------------------------ | ------ | ------------------------- | ------ |
| Панамериканський чемпіонат з боротьби 2011 | Канада | жіноча боротьба, до 63 кг | Срібло |
| Панамериканський чемпіонат з боротьби 2012 | Канада | жіноча боротьба, до 63 кг | Бронза |
| Панамериканський чемпіонат з боротьби 2013 | Канада | жіноча боротьба, до 63 кг | Золото |
| Панамериканський чемпіонат з боротьби 2014 | Канада | жіноча боротьба, до 63 кг | Срібло |

### Виступи на Панамериканських іграх
| Змагання                  | Збірна | Вагова категорія          | Місце |
| ------------------------- | ------ | ------------------------- | ----- |
| Панамериканські ігри 2011 | Канада | жіноча боротьба, до 63 кг | 8     |

### Виступи на Кубках світу
| Змагання                    | Збірна | Вагова категорія          | Місце  |
| --------------------------- | ------ | ------------------------- | ------ |
| Кубок світу з боротьби 2009 | Канада | жіноча боротьба, до 63 кг | Золото |
| Кубок світу з боротьби 2010 | Канада | жіноча боротьба, до 63 кг | 5      |
| Кубок світу з боротьби 2011 | Канада | жіноча боротьба, до 63 кг | Срібло |
| Кубок світу з боротьби 2012 | Канада | жіноча боротьба, до 63 кг | 8      |
| Кубок світу з боротьби 2013 | Канада | жіноча боротьба, до 63 кг | 5      |

### Виступи на Іграх Співдружності
| Змагання                | Збірна | Вагова категорія          | Місце  |
| ----------------------- | ------ | ------------------------- | ------ |
| Ігри Співдружності 2010 | Канада | жіноча боротьба, до 63 кг | Золото |

### Виступи на інших змаганнях
| Змагання                                        | Збірна | Вагова категорія          | Місце  |
| ----------------------------------------------- | ------ | ------------------------- | ------ |
| Austrian Ladies Open 2004                       | Канада | жіноча боротьба, до 59 кг | 4      |
| Austrian Ladies Open 2005                       | Канада | жіноча боротьба, до 59 кг | 7      |
| Гран-прі Німеччини з боротьби 2006              | Канада | жіноча боротьба, до 63 кг | 5      |
| Austrian Ladies Open 2006                       | Канада | жіноча боротьба, до 63 кг | 5      |
| Austrian Ladies Open 2007                       | Канада | жіноча боротьба, до 63 кг | 9      |
| Чемпіонат світу з боротьби серед студентів 2008 | Канада | жіноча боротьба, до 63 кг | Золото |
| Гран-прі Німеччини з боротьби 2009              | Канада | жіноча боротьба, до 63 кг | Срібло |
| Austrian Ladies Open 2009                       | Канада | жіноча боротьба, до 63 кг | Срібло |
| Золотий Гран-прі з боротьби 2009                | Канада | жіноча боротьба, до 63 кг | Бронза |
| Міжнародний меморіал Дейва Шульца 2010          | Канада | жіноча боротьба, до 63 кг | Золото |
| Міжнародний меморіал Дейва Шульца 2011          | Канада | жіноча боротьба, до 63 кг | 4      |
| Austrian Ladies Open 2011                       | Канада | жіноча боротьба, до 63 кг | Бронза |
| Гран-прі Німеччини з боротьби 2011              | Канада | жіноча боротьба, до 63 кг | Бронза |
| Київський Міжнародний турнір з боротьби 2011    | Канада | жіноча боротьба, до 63 кг | Бронза |
| Кубок Канади з боротьби 2012                    | Канада | жіноча боротьба, до 63 кг | Срібло |
| Гран-прі Іспанії з боротьби 2012                | Канада | жіноча боротьба, до 63 кг | Золото |
| Міжнародний меморіал Дейва Шульца 2013          | Канада | жіноча боротьба, до 63 кг | Срібло |
| Гран-прі Німеччини з боротьби 2013              | Канада | жіноча боротьба, до 63 кг | Бронза |
| Битва на водоспаді 2013                         | Канада | жіноча боротьба, до 63 кг | Золото |
| Гран-прі Іспанії з боротьби 2013                | Канада | жіноча боротьба, до 63 кг | 5      |
| Меморіал Вацлава Циолковського 2013             | Канада | жіноча боротьба, до 63 кг | 5      |
| Klippan Lady Open 2014                          | Канада | жіноча боротьба, до 63 кг | 14     |
| Гран-прі Німеччини з боротьби 2014              | Канада | жіноча боротьба, до 60 кг | Бронза |
| Austrian Ladies Open 2014                       | Канада | жіноча боротьба, до 60 кг | Золото |
| Кубок Канади з боротьби 2014                    | Канада | жіноча боротьба, до 58 кг | Срібло |
| Кубок Бразилії з боротьби 2014                  | Канада | жіноча боротьба, до 58 кг | Срібло |

### Виступи на змаганнях молодших вікових груп
| Змагання                                                 | Збірна | Вагова категорія          | Місце  |
| -------------------------------------------------------- | ------ | ------------------------- | ------ |
| Панамериканський чемпіонат з боротьби серед кадетів 2003 | Канада | жіноча боротьба, до 60 кг | Золото |
| Панамериканський чемпіонат з боротьби серед юніорів 2004 | Канада | жіноча боротьба, до 59 кг | Срібло |
| Чемпіонат світу з боротьби серед юніорів 2005            | Канада | жіноча боротьба, до 59 кг | 7      |
| Чемпіонат світу з боротьби серед юніорів 2006            | Канада | жіноча боротьба, до 63 кг | 5      |